# Jesús Corona (Fußballspieler, 1993)
Jesús Manuel „Tecatito“ Corona Ruíz (* 6. Januar 1993 in Hermosillo) ist ein mexikanischer Fußballspieler. Er spielt als Außenmittelfeldspieler beim CF Monterrey und ist ehemaliger mexikanischer Nationalspieler.

## Vereinskarriere
Corona begann seine Karriere in Mexiko beim CF Monterrey, bei dem er als vielversprechendes junges Fußballtalent galt. Ab August 2010 kam er in der A-Mannschaft des Klubs zum Einsatz und absolvierte bis Ende der Saison 2012/13 insgesamt 37 Ligaspiele.
Im Sommer 2013 wechselte er zum niederländischen Verein FC Twente, und am 31. August 2015 in die portugiesische Primeira Liga zum FC Porto, mit dem er in den Spielzeiten 2017/18 und 2019/20 die portugiesische Fußballmeisterschaft gewann. Am 13. Januar 2022 schloss er sich dem FC Sevilla in der spanischen Primera División an. Nach eineinhalb Jahren in Sevilla kehrte er im Sommer 2023 zu seinem Jugendverein CF Monterrey zurück.

## Erfolge

### Verein
- Portugiesischer Meister: 2017/18,  2019/20
- Portugiesischer Supercupsieger: 2018
- Portugiesischer Pokalsieger: 2020

### Nationalmannschaft
- CONCACAF-Gold-Cup-Sieger: 2015